# Lista över länsvägar i Dalarnas län
Detta är en lista över länsvägar i Dalarnas län. 
Numren på de övriga länsvägarna (500 och uppåt) är unika per län, vilket innebär att vägar i olika län kan ha samma nummer. För att hålla isär dem sätts länsbokstaven framför numret.

## Primära länsvägar 100–499
| Väg | Sträckning |
| --- | --- |
| 233 | (Kopparberg -) Örebro läns gräns vid Djurlången – Malingsbo (620) – Västmanlands läns gräns vid Plöjningen (- Skinnskatteberg) |
| 245 | (Hagfors -) Tyfors (26) – Fredriksberg – Ulriksberg – Sunnansjö – Finnsviken (66) – Ludvika (50)                               |
| 270 | (Hedemora Gussarvet (69, 70.02, 70) – Långshyttan - Engelsfors (80) (- Hofors)                                                 |
| 293 | N Amsberg (E16, 70) – Smedsbo – Falun (E16, 50). Genomfart Falun: Leksandsvägen                                                |
| 296 | Orsa (985, 993) - Heden (E45) – Skattungbyn – Arvet (301) – Furudal – Dalfors – Gävleborgs läns gräns vid Finsthögst (-Voxna)  |
| 301 | Rättvik (70) – Ingels – Boda – Dalbyn – Arvet (296) (- Edsbyn). Genomfart Rättvik: Centralgatan                                |
| 311 | Sälen (66) – Fulunäs – Sörsjön – Särna (70) – Älvros (70) – Jämtlands läns gräns vid Kölosen (-Tännäs)                         |

## 500–599
- W 500 (Hagfors –) Värmlands läns gräns vid Lappmossåsen (S 842) – Tyngsjö (519,521) – Granåbron (501) – Äppelbo (507, 66)
- W 501 Granåbron (500) – Krabbforsen (502)
- W 502 (Hagfors -) Värmlands läns gräns vid Baggfall (S 843) – N Avradsberg (505) – Råforsen – Krabbforsen (501) – Sillerö – Yttermalung (503, 66)
- W 503 Väg till Yttermalungs kapell (502)
- W 504 Väg till Yttermalungs hpl (66)
- W 505 N Avradsberg (502) – Ö Näsberget (514) – Lisskogsåsen (E45)
- W 506 Väg till Äppelbo hpl (66)
- W 507 Väg genom Äppelbo (500 – 66)
- W 509 Holarna (66) – Malungs centrum (45). Genomfart Malung: Lisagatan
- W 510 Grimsmyrheden (E45) – V Utsjö
- W 511 Hole (E45) – V Fors (517) – bron över Ellingån
- W 513 Grimsåker (66) – Malungs k:a
- W 514 (Brattfallet -) Värmlands läns gräns vid Ö Näsberget (S 933) – Ö Näsberget (505)
- W 515 Malung (E45) – L Mon (66). Genomfart Malung: Grönlandsvägen – Holsgatan - Lisagatan – Albacksgatan
- W 517 V Fors (511) – Ö Fors jämte väg 517.01 till Ö Fors kapell – Malungsfors (66)
- W 519 (Uvanå-) Värmlands läns gräns vid Uvanå (S 841) – Tyngsjö (500)
- W 520 Väg till Tyngsjö kapell (521)
- W 521 Tyngsjö (500,520) – Miljöheden – Sågen (540) – Laxtjärn (26) – Flatbyn – Marsjön – Havskintjärn (524)
- W 522 (Gåsborn -) Värmlands läns gräns vid Skäfteshöjden (S 852) – Fredriksberg (245)
- W 523 Väg genom Fredriksbergs industriområde (245-245)
- W 524 Fredriksberg (245) – Frösaråsen – Lindesnäs (558,557) – Havskintjärn (521) – Orsala – Skansbacken (533) – Nås (66)
- W 526 Väg till Nås hpl (66)
- W 528 Eldforsen (26) – Eldforsen (529) – Vakern – Vakerns f d hållplats – Vakerskogen
- W 529 Eldforsen (528) – Tretjärn
- W 530 Väg till och förbi Rågsvedens hpl (66 - 66)
- W 531 Vansbro (26) – Uppsälje – Grånäs (533) – Järna k:a (532) – Myrbacka (539)
- W 532 Väg till Järna k:a (531)
- W 533 Skansbacken (524) – Högosta – Grånäs (531)
- W 534 Väg till Dala-Järna jvstn (539)
- W 535 Skamhed (66) – Ilbäcken (536) – Skålö – Nordanåker (539) – Nordanåker (66)
- W 536 Ilbäcken (535) – Hulån (66)
- W 539 Nordanåker (535) – Myrbacka (66,534,531) – Emaus (66)
- W 540 Väg till Sågens f d jvstn (521)
- W 544 Bron över Vanån (26) – Finngruvan – Landbobyn (26)
- W 546 Siknäs (26) – N Kättbo (26)
- W 548 (Sävsjön -) Örebro läns gräns vid Nordtjärn (T 787) – Palahöjden (550)
- W 549 (Sävsjön -) Örebro läns gräns vid Bastuhöjden (T 791) – Gravendal (550)
- W 550 Säfsbacken (245) – Gravendal (549) – Strömsdal – Palahöjden (548) – Nittkvarn (552) – Örebro läns gräns vid Nittkvarn (T 798) (- Hörken)
- W 551 Väg till Säfsbyn och Säfsnäs k:a (245)
- W 552 Nittkvarn (550) – Aborrberget – Råskmora (245)
- W 553 Väg till Skattlösberg (245)
- W 554 Håvån (558) – Håvberget
- W 555 Lövsjön (558) – Baggåsmyren (556) – Salån (66)
- W 556 Baggåsmyren (555) – Flen
- W 557 Väg till Lindesnäs bruk (524)
- W 558 Lindesnäs (524) – Håvån (554) – Lövsjön (555) – Gänsen – Lögviken (559) – Norhyttan (245)
- W 559 Lögviken (558) – Norsån – Västansjö (560)
- W 560 Broby (245,604) – Sunnansjö (245) – Västansjö (559) – Norrbo (562) – Nyhammar (66,564) – Kvarnheden (66)
- W 562 Norrbo (560) – Hyttriset (66)
- W 564 Nyhammar (560) Ställberget (640)
- W 567 Väg genom Björbo (66-E16, 66)
- W 568 Väg till Björbo hpl (66)
- W 570 Emaus (Järna) (E16, 66) – Noret – Svartåholm – Åskaksmyren (571) – Dammskog (574) – Molnbyggen (575) – Åkersbodarna (576) – Heden (580) – Åkerö (Leksand) (938,582,919)
- W 571 Floda (E16) – Närsen – Björbergshällan (574) – Åskaksmyren (570)
- W 572 Väg genom Holsåker och Floda kyrkby (573-E16))
- W 573 Holsåker (E16-572) – Holsåker (572) – Dala Floda hpl
- W 574 Björbergshällan (571) – Dammskog (570)
- W 575 Molnbyggen (570) – Skeberg
- W 576 Tjärna (70) – Tjärna (595) – Djura (577) – Djura kapell (578) – S Rälta (579) – Åkersbodarna (570)
- W 577 Tjärna (595) – Österfors – Västerfors (594) – Fors – Djura (576)
- W 578 Djura kapell (576) – Hedby
- W 579 S Rälta (576) – Västannor (596) – Gärde (580) jämte förbindelseväg 579.01 i Gärde (70) – Moskogen (919)
- W 580 Heden (570) – Gärde (579)
- W 583 Nordanholen (E16) – Mockfjärdsbron – Heden (588) – Brötjärna – Arvslindan (597) – Bäsna – Repbäcken – Båtstad (E16, 70)
- W 588 Heden (583) – Benarvet – Myrholen
- W 590 Mjälgen (E16) – Östtjärna (593) – Gagnef (594,595)
- W 592 Djurås (E16) – Djurmo (598) jämte grenväg 592.01 genom Djurås by (E16, 70)
- W 593 Lindan (E16) – Östtjärna (590)
- W 594 Västerfors (577) – Nordbäck – Gagnef (590)
- W 595 S Gröntuv (70) – N Gröntuv (70) – Gagnef (590) jämte väg 595.01 till och förbi Gagnefs jvstn – Tjärna (577,576)
- W 596 Västannor (579) – Ströjbacken (70)
- W 597 Arvslindan (583) – Bodarna – Mjälgen (E16)
- W 598 Väg genom Djurmo (E16,70 – 592 – E16,70)

## 600–699
- W 600 Bergsmansplan i Grängesberg (50) – Skälkenstorp – Bergslagsbyn (604)
- W 604 Blåns (Grängesberg) (50) – Bergslagsbyn (600) - Björnhyttan (608) – S Saxdalen (605, 606) – N Saxdalen (605) – Broby (245)
- W 605 Väg genom Saxdalen (604-604)
- W 606 S Saxdalen (604) – Malbacken
- W 608 Björnhyttan (604) – Slogåsen (612) – Gonäsheden (612) – Gonäs – Ludvika (609,50). Genomfart Ludvika: Gonäsvägen
- W 609 Förbindelseväg vid Lyviksberget, Ludvika (50-608)
- W 611 Klenshyttan (50) – Blötberget (612)
- W 612 Slogåsen (608) – Björnhyttan – Blötberget (611) – Gonäsheden (608)
- W 615 Ludvika (66) – Harnäs – Norsbro (66)
- W 617 Grängesberg (50) – S Hörken – Jankviken (618)
- W 618 Grängesberg (50) – Jankviken (617) Örebro läns gräns nordväst Råbron (T 879) samt Örebro läns gräns vid Råbron (T 879) – Södra Hällsjön - (619)
- W 619 Klenshyttan (50) – (618) - St Snöån (620)
- W 620 Malingsbo (233) – Källan (624) – Björsjö (623) – L Snöån (622) – St Snöån (619) – Ludvika (621,50). Genomfart Ludvika: Snöåvägen
- W 621 Ludvika (620) – Räfsnäs – Hagge (622). Genomfart Ludvika: Jägarnäsvägen – Räfsnäsvägen
- W 622 L Snöån (620) – Hagge (621) – Lernbo (66)
- W 623 Björsjö (620) – Mörktjärn – Smedjebacken (66)
- W 624 Källan (620) – Gärdsjöbo – Västerbyhytta (66)
- W 626 (Baggbron -) Västmanlands läns gräns vid Billsjön (U 665) – Vik jämte grenväg 626.01 mot Fagersta (66) – Viksberg (66)
- W 627 Börsbo (66) – Västmanlands läns gräns vid Björsbo (U 742) (- Hedkärra)
- W 634 Väg genom Jobsbo (635-635, 670)
- W 635 Smedjebacken (66) – Flatenbergsvägen – (1251) – Smedjebacken (669) – Jobsbo (634, 670) – Getbo – (650) - Ulfshyttan (654) – Trollsjöheden (649) – Skenshyttan (655, 648) – Halvarsgårdarna (656) – N Romme (664). Genomfart Smedjebacken: Smedjegatan – Hamngatan – Trädgårdsvägen – Torggatan
- W 636Morgårdshammar (669) – Gubbo (638) – Schisshyttan – Gräsberg (50)
- W 637 Lernbo (66) – Spräkla (638)
- W 638 Båren (66) – Spräkla (637) – Gubbo (636)
- W 639 Väg till och förbi Gräsbergs f d jvstn (50-50)
- W 640 Grangärde (66) – Grangärde k:a (642) jämte förbindelseväg 640.01 i Grangärde (66) – Roskänge (641) - Ställberget (564) – Saxhyttan – Tuna Hästberg (646) Saxhyttan – Tuna Hästberg (646) jämte genväg 640.02 mot Ludvika (646)
- W 641 Rönnäset (644) – Roskänge (640)
- W 600 Väg till Grangärde k:a (640)
- W 644 Grangärde (66) – Rönnäset (641) – Rämshyttan (646) – Tunsnäs (50)
- W 646 Öv Svarthyttan (50) – – Rämshyttan (644) – Tuna Hästberg (640.02, 640) – Idkerberget – Floda (50)
- W 648 Långsjöns nordspets (50) – Ulvshyttans f d jvstn (649) – Skenshyttan (635)
- W 649 Trollsjöheden (635) – Ulvshyttans f d jvstn (648)
- W 650 Getbo (635) – Ingevallsbo – Skvallertjärn (655) – Magnilbo (790) – Säter (1200, 1203, 70)
- W 651 Hovgården (654) – Bomans plats (Mora) (790)
- W 652 Öv Svärdsjö (654) – tpl Naglarby (70)
- W 653 Väg till Silvbergs k:a (655)
- W 654 Ulvshyttan (635) – Norbo – Grängshammar (655) – Hovgården (651) – Öv Svärdsjö (664,652) – Ytt Svärdsjö (70)
- W 655 Skenshyttan (635) – Grängshammar (654,653) – Skvallertjärn (650)
- W 656 Floda (50) – Spraxkya (662) – Sellnäs (657, 658) – Halvarsgårdarna (635)
- W 659 Källberget (Mora) (790) – Gustafs f d jvstn
- W 662 Murbo – Spraxkya (656) – Sörbo (663)
- W 663 Åselby (664) – Sörbo (662) – Hångsarvet – tpl Paradisvägen (50) – Matsknutsgårdarna (819) – Borlänge (70) jämte förbindelseväg 663.01, Ritargatan (50). Genomfart Borlänge: Paradisvägen – Nygårdsvägen – Röda vägen
- W 664 Öv Svärdsjö (654) – S Romme (666) – N Romme (635) – Buskåker (665, 799) – Åselby (663) – Borlänge (50))
- W 665 Buskåker (664) – Hede (70) jämte förbindelseväg 665.01 vid Hede (799)
- W 666 Dala Airport - S Romme (664) – tpl Rommeholen (70)
- W 669 Österbo (66) – Morgårdshammar (636) – Smedjebacken (635)
- W 670 Jobsbo (634, 635) – Vibberbo – Korsheden (671)
- W 671 Söderbärke hpl – Västerby (66) – Söderbärke kyrkby (625, 672, 672) – Nor (673, 675) – Korsheden (670) – Larsbo – Råtallen (676) – Norn – Vikmanshyttan – tpl Vikmanshyttan (679) – Sjönsbo (680) – Hedemora (681, 70.03, 70.01). Genomfart Hedemora: Bergslagsgatan – Brunnsjögatan
- W 672 Väg till och förbi Söderbärke k:a (671-671)
- W 673 Nor (671) – Sörbo – Vad (674) – Västmanlands läns gräns vid Årnebo (U 739) (- Fagersta)
- W 674 Väg till Vads hpl (673)
- W 675 Nor (671) – Hemshyttan – Västmanlands läns gräns vid Dalvik (U 741) – (- Fagersta)
- W 676 Råtallen (671) – Västmanlands läns gräns vid Dullbo (U 744) (- Norberg)
- W 677 Kullsveden (70) – Gessån – Nisshyttan
- W 679 Tpl Vikmanshyttan (671) – Norrhyttan – Tjärnan (70)
- W 680 Ingvallsbenning (681) – Sjönsbo (671)
- W 681 Turbo – Ingvallsbenning (680) – Prästhyttan – Svedjan (682) – Hedemora (671). Genomfart Hedemora: Brunnsjögatan (före gatuomläggningen: Nya Brogatan – Brunnsjögatan)
- W 682 Nås (69) – Davidshyttan – Svedjan (681)
- W 689 Moren (690) – Västmanlands läns gräns öster Olofsfors (U 750) (-Olofsfors)
- W 690 Sjulsbo (69) – Snickarbo – Moren (689) – Avesta (729, 68). Genomfart Avesta: Älvnäsleden – Axel Johnsons väg
- W 692 (Västerfärnebo -) Västmanlands läns gräns vid Grubbo (U 762) – L Grubbo (693) – Krylbo (697) jämte förbindelseväg 692.01 (697)
- W 693 L Grubbo (692) – Västmanlands läns gräns vid Vansjö (U 759) (-Hökmora)
- W 697 Brovallen (70, 700, 698) – Korskrogen (699) – Karlbo (699) – Krylbo (692, 728) – Avesta (68)
- W 698 Väg genom Brovallen (70-697)
- W 699 Karlbo (697) – Brunnbäck – Korskrogen (697) jämte förbindelseväg 699.02 mot rv 70

## 700–799
- W 700 Brovallen (70) – Utsund (701) – Lund (707) – St Dicka (68, 730)
- W 701 Utsund (700, 702) – Bäsinge (703) – Östanberg – Färjan (705)
- W 702 Utsund (701) – Bergshyttan (703)
- W 703 (Rosshyttan -) Västmanlands läns gräns vid Klockarbo (U 827) – Bengtsbo – Bergshyttan (702, 704) – Bäsinge (701)
- W 704 (Möklinta -) Västmanlands läns gräns vid Berga (U 826) – Skinnarbo – Bergshyttan (703)
- W 705 (Möklinta -) Västmanlands läns gräns vid Näckenbäck (U 835) – Färjan (701) – Björka (707) – By kyrkby (710) – Västanhede – Rossberga (719) – Ingeborgbo (68)
- W 707 Veddarsbo (68) – Lund (700) – Backa (708) – Strandmora – Björka (705)
- W 708 Backa (707) – Haltarsbo – Fors bruk (68)
- W 710 By kyrkby (705) – Fullsta (711) – Storbyn (716) – Åkersbyn (714) – Smedsbo (712, 717) – Gävleborgs läns gräns söder Grönsinka (X 501) (- Grönsinka)
- W 711 Fullsta (710) – Leknäs
- W 712 Smedsbo (710) – Åkersbyn (714) – Bengtsbo (715) – Hovnäs – Stadarna
- W 714 Förbindelseväg i Åkersbyn (710-712)
- W 715 Bengtsbo (712) – Gävleborgs läns gräns vid Högberget (X 500) (-Österfärnebo)
- W 716 Storbyn (710) – Gåsbo (717)
- W 717 Smedsbo (710) – Gåsbo (716) – Bodarna – Fornby (719) – Horndals bruk (721)
- W 719 Morshyttan (68) – Rossberga (705) – Fornby (717)
- W 720 Lumsen (68) – Horndals bruk (721)
- W 721 Villahed (68) – Horndals bruk (720, 717) – Rosslandet – Gävleborgs läns gräns väster Grönsinka (X 502) (-Grönsinka)
- W 727 tpl Nordanö (68, 731) – Åsbo (68, 70)
- W 728 Krylbo (697) – tpl Nordanö (68, 70)
- W 729 Västmanlands läns gräns vid Bjurfors (U 751) – Avesta (690) – Skogsbo (70) – Grytnäs (731 – Jularbo (68). Genomfart Avesta: Nybyvägen – Corneliusgatan – Myrgatan – Kyrkogatan
- W 730 Grytnäs k:a (731) – Östanbyn – St Dicka (700, 68)
- W 731 tpl Nordanö (727) – Grytnäs (729) – Grytnäs k:a (730) – Knutsbo – Stusshyttan (733, 732)
- W 732 Rembo (70) – Stusshyttan (731) – Pålsbenning (734) – Hallonbacken (738) – Skogshögskolan (735)
- W 733 Stusshyttan (731) – Yttersbenning (735)
- W 734 Grådö (739) – Jönvik – Pålsbenning (732)
- W 735 Östanfors (68) – Lycka (736) – Åsgarn – Yttersbenning (733) – Brattfors (737, 738) – Skogshögskolan (732) – Piparmossen (740) – Garpenbergs skola (745) – Garpenbergs k:a (745, 746) – Dammen (738) – Olshyttberget (742) – Vikbyn (751) – Hamreängarna (270)
- W 736 Mälby (68) – Västanfors (736.01) – Lycka (735)
- W 737 Brattfors (735) – Ljusfallet (740)
- W 738 Brattfors (735) – Hallonbacken (732) – Dammen (735)
- W 739 Nybyn (70) – Grådö (734) – tpl Brunna (69, 70)
- W 740 Piparmossen (735) – Ljusfallet (737) – Tyskbo (68)
- W 742 Olshyttberget (735) – Intrånget
- W 745 Garpenbergs skola (735) – Garpenbergs k:a (735)
- W 746 Garpenbergs k:a (735) – Plogsbo – Dormsjö (747)
- W 747 Guntjärn (751) – Kloster – Dormsjö (746) – Nordbäcksbo (749)
- W 749 Byvalla (68) – Valla – Nordbäcksbo (747) – Stjärnsund (764)
- W 751 Vikbyn (735) – Guntjärn (747) - Guntjärn (747) – Duvåker (270) – Husby k:a (764) – Berga – Myckelbyn (766) – Nedernora (765) – S Uppbo (790, 69)
- W 752 Brovall (270) – Aspåker (763) – Husby kungsgård (764) jämte grenväg 752.01 mot Uppbo (764)
- W 753 Hanåker (270) – Hansbyn
- W 758 Tjärnan (70) – Hjulbackatjärn (70, 760)
- W 759 Västerby (70) – Norshyttan (69)
- W 760 Hedemora (Emaus) (70.03) – Västerby jämte förbin- delseväg 760.01 vid Västerby (70) – Hjulbackatjärn (70, 758)
- W 762 Hedemora (Tviksta) (69) – Bergbacken – Ivarshyttan – Älvgården (270)[1]
- W 763 Ytternora (270) – Övernora – Aspåker (752)
- W 764 Anstahyttan (69) – Bengtsbo – Husby kungsgård (752.01, 752) – Husby k:a (751) – Svinöhed (270) – Stjärnsund (749) – Gävleborgs läns gräns vid Stigsbo (X 510) (- Storvik)
- W 765 Nedernora (751) – Arkhyttan (772,772) – Åsbacken (771)
- W 766 Myckelby (751) – Amshyttan (772) – Långshyttan (766.01) – Långshyttans centrum – Långshyttans kapell (270)
  - W 766.01 Långshyttan (766) – förbindelseväg mot Svinö (270)
- W 770 Väg till Långshyttans kyrkogård (270)
- W 771 Landsbro (69) – Kullbacken (772) – Åsbacken (765) – Lövåsen (774) – Nyberget – Ålängen (E16)
- W 772 Kullbacken (771) – Arkhyttan (765) samt Arkhyttan (765) – Amshyttan (766)
- W 773 L Klingsbo (69) – Fiskarbo (774)
- W 774 Lund (69) – Hagelsnäs (775) – Fiskarbo (773) – Lövåsen (771)
- W 775 Hagelsnäs (774) – Kalvsbäcken (776)
- W 776 Sörbo (69) – Kalvsbäcken (775) – Lunån
- W 777 Lund (69) – Strand (801) – Botolfsbo (803) – Sörbo (778, 69)
- W 778 Vika (803) – Sörbo (777)
- W 779 Staberg (69) – Svartskär
- W 780 Nämnsbo (70) – Bispberg (783, 781, 783) – Hällbo (784, 784) – Persbo (781) – Fäggeby (69)
- W 781 Bispberg (780) – Mårtensgård – Södersätra – Landa södra (785) – Persbo (780)
- W 783 Väg genom Bispberg (780 – 780)
- W 784 Väg genom Hällbo (780 – 780)
- W 785 Landa södra (781) – Landa norra (790)
- W 786 Landa norra (790) – Landsbro (69)
- W 787 Yttersätra (790) – Kvarnsveden – Pingbo (69)
- W 788 Väg förbi Säters jvstn (789 – 70) jämte väg 788.01 till Säters jvstn. Genomfart Säter: Norrtullsvägen – Kungsvägen – Industrigatan
- W 789 Säter (1203, 788) – Uggelbo – tpl Solvarbo (70)– tpl Naglarby (70)
- W 790 Magnilbo (650) – Bomans plats (Mora) (651) – Källberget (Mora) (659) – tpl Storhaga (70) – Gustafs (789) – Boberg (805) – Bodarne (804) – Pellesberget (792) – Stocksbro (793) – Yttersätra (787) – St Skedvi k:a (796) – Landa norra ( 785, 786) – Uppbo (69, 751)
- W 792 Pellesberget (790) – Österby – Långhags kraftstn
- W 793 Stocksbro (790) – Gussarvshyttan
- W 796 St Skedvi k:a (790) – Kyrkberget
- W 799 Buskåker (664) – Hede (665.01) jämte påfart 799.01 mot Borlänge (799-70) – Torsång (806, 807)

## 800–899
- W 800 Domnarvet (810) – tpl Islingby (50) – Alsbäck (814) – Torsång (807) – Tronsjö (804) – Dalvik – Åsen (802) – Rensbyn (801) – Vika k:a (803) – Färnviken (69)
- W 801 Strand (777) – Rankhyttan – Folkarbyn (802) – Rensbyn (800)
- W 802 Åsen (800) – Folkarbyn (801)
- W 803 Botolfsbo (777) – Vika (778) – Vika k:a (800)
- W 804 Bodarne (790) – Milsbo – Tronsjö (800)
- W 805 Boberg (790) – Kårtylla – Torsång (800)
- W 806 Naglarby (789) – Torsång (799, 807)
- W 807 Torsång (799, 806, 800) – Storsten – S Ornäs (814) – Ornäs (809, 810)
- W 808 Ornäs (810) – Ornäs (810, 830) - Tpl Lilla Ornäs (50)
- W 809 Ornäs (807) – Tomnäs jämte väg 809.01 till Ornässtugan – Kyna – Storsund
- W 810 Borlänge (50, 815, 825) – Domnarvet (800, 827) – tpl Ornäs (50) – Ornäs (808, 807, 808). Genomfart Borlänge: Siljansvägen – Kvarnsvedsvägen– Stenhålsgatan – Faluvägen
- W 812 Bro (664) – Hytting (70) – Färjegårdarna (815)
- W 813 Gylle (664, 70) – Årby (815). Genomfart Borlänge: Lustbergsvägen – Gamla Tunavägen – Gyllehemsvägen
- W 814 Alsbäck (800) – S Ornäs (807)
- W 815 Borlänge (810) – Årby (813) – Färjegårdarna (812). Genomfart Borlänge: Mjälgavägen
- W 819 Matsknutsgårdarna (663) – Nygårdarna – Tjärna (70)
- W 820 Båtstad (70) – Kvarnsvedens pappersbruk (825). Genomfart Borlänge: Morbyggevägen – Fabriksgatan
- W 821 Tjärna (70) – Lergärdet – Yttermora (825). Genomfart Borlänge: Mårdgatan
- W 825 Borlänge (810) – Yttermora (821) – Kvarnsvedens pappersbruk (820) – Forshuvud (826) – Vallbro (827). Genomfart Borlänge: Kvarnsvedsvägen
- W 826 Forshuvud – (825) – Gerbergärdet (827)
- W 827 Domnarvet (810) – Gerbergärdet (826) – Bomsarvet – Vallbro (825, 293). Genomfart Borlänge: Tolvmilavägen
- W 830 Ornäs (808,810) – Vassbo (831) – Aspeboda (834) – Aspeboda k:a (832) – Gunnarsbo (833) – Mörtsjön (293)
- W 831 Vassbo (830) – Olsbacka (834)
- W 832 Smedsbo (293) – Aspeboda k:a (830)
- W 833 Slaggen (834) – Gunnarsbo (830)
- W 834Aspeboda (830) – Slaggen (833) – Olsbacka (831) – tpl Karlsvik (50)
- W 840 Tpl Karlsvik (50) – väg mot Falun (842) – Norsbo – Källviken (841)
- W 841 Pilbo (50 ) – tpl Tallen (50) – Källviken (840) – Östra Främby - Falun (844, 850). Genomfart Falun: Källviksvägen – Främbyvägen – Sturegatan – Myntgatan
- W 842 Karlsvik (840) – vändplan/påfart väg 50 mot Falun
- W 844 Falun (841) – Hälsinggården (848) – Korsnäs jämte förbindelseväg 844.01 vid Korsnäs (80) – tpl V Hosjö jämte förbindelseväg 844.02 vid Hosjö idrottsplats (E16) – Hosjö (854) jämte förbindelseväg 844.03 vid Hosjö (E16) – Hosjö kapell. Genomfart Falun: Strandvägen
- W 848 Väg genom Hälsinggårdens samhälle (844-E16)
- W 850 Falun (50, 841, 853, 855) – tpl Norslund (E16) – Östborn (862) – Backa (854) – Danholn (864, 864.01) – Blixbo (865) – Baggärdet (865) – Karlsbyheden (867) – Tofta brunn (865) – Kårtäkt (862) – Bengtsheden (881) – N Bengtsheden (881.01) – Boda (882) – Svärdsjö (876,881, 880) – Svärdsjö k:a – Mon (888) – Östansjö (883) – Böle (884) – Vintjärn – Svartnäs (877) – Gävleborgs läns gräns vid Vällingbäck (X 547) (-Åmot). Genomfart Falun: Gruvgatan – Korsnäsvägen
- W 851 Falun (50) – Lugnet (E16) – Skuggarvet (874) – Hobborn (863) -Sundborn (875). Genomfart Falun: S Mariegatan – Seminariegatan – Hagagatan – Skuggarvsvägen.
- W 852 Regementsvägen i Falun (850 – E16)
- W 853 Hosjö (844) tpl Ö Hosjö (E16) – Backa (850)
- W 854 Falun (Norslund) (850) – (848) - Falun (tpl Hälsingberg) (E16)
- W 855 Falun: trafikplats Hälsingberg (Rv80) – Haraldsbo – Norslund (850). Vägen har uppgått i en annan väg, troligen 854.
- W 861 Ryggen (E16) – Ryggen
- W 862 Östborn (850) – Lilltäkt (863) – Karlborn (864) – Sundborn (875) – Vitsand (867) – Lumsviken (866) – Kårtäkt (850)
- W 863 Lilltäkt (862) – Hobborn (851)
- W 864 Danholn (850) jämte väg 864.01 genom Danholn (850) – Karlborn (862)
- W 865 Blixbo (850) – Baggärdet (850) – Karlsbyheden (867) – Tofta brunn (850)
- W 866 Lumsviken (862) – Riset
- W 867 Vitsand (862) – Karlsbyheden (850, 865) – Finngärds fäb – Korsån
- W 868 Väg till Sundborns k:a (875)
- W 870 Stennäset (Falun) (69) – Stennäset – Bergsgården (871) – Bergsgården (69)
- W 871 Bergsgården (870) – Österå (872, 873, 878) – Uggelviken(50)
- W 872 Österå (871) – Haghed
- W 873 Österå (871) – Uvnäs
- W 874 Skuggarvet (851) – Ned Rostberg (50)
- W 875 Sundborn (862, 868, 851) – Ramsnäs – Toftbyn (876, 50)
- W 876 Toftbyn (875) – Gårdvik – Svärdsjö (850)
- W 877 Svartnäs (850) – Spaksjön – Gävleborgs läns gräns vid Baståsen (X 609) (- Alfta)
- W 878 Österå (871) – Österå (50)
- W 880 Svärdsjö (850) – Österkvarn (883) – Kyrbyns fäb – Lumsheden – Gävleborgs läns gräns vid Stocksbo (X 537) (- Sandviken)
- W 881 Bengtsheden (850) jämte väg 881.01 genom Bengts- heden (850) – Hillersboda (882) – Svärdsjö (850)
- W 882 Boda (850) – Hillersboda (881)
- W 883 Östansjö (850) – Österbyn – Österkvarn (880)
- W 884 Linghed (888) – Bölsveden – Böle (850)
- W 885 Linghed (888) – Klockarnäs – Envikens k:a (888)
- W 888 Mon (850) – Hökviken – Linghed (884) – Linghed (885) – Envikens k:a (885) – Enviken (50 ) – Marnäs – Dådran – Tjällassen (889)
- W 889 Ned Gärdsjö (301) – Ingels (301, 896) – Born – Tjällassen (888) – Loggasmyren (890) – Bingsjö kapell (891) –Lamborn (50)
- W 890 Loggasmyren (889) – Finnbacka
- W 891 Bingsjö - Bingsjö kapell (889) – Dalstuga
- W 892 Skarpsveden (69) – Bjursås (894) – Bjursås skola (899) – Kvarntäkt (899, 895) – Orrholen (897) – Slättberg – Rog
- W 893 Grycksbo (69) – Grycksbo skola (914) – Larsarvet – Lustebo
- W 894 Storsveden (896) – Bjursås (892)
- W 895 Kvarntäkt (892, 899) – Björsberg
- W 896 Storsveden (69, 894) – Sörskog – Öv Gärdsjö (898) – Ingels (889)
- W 897 Orrholen (892) – Attjärnbo – Fjällgrycksbo – Finnbo
- W 898 Ned Gärdsjö (301) – Öv Gärdsjö (896) – Blecket
- W 899 Bjursås skola (892) – Kvarntäkt (895)

## 900–999
- W 902 Väg i Sifferbo (E16, 70)
- W 905 Förbindelseväg vid Amsbergs kapell (E16,70 – 293)
- W 907 Brusbro (293) – Billingsnäs (908)
- W 908 Smedsbo (293) – Billingsnäs – Rexbo (915) – Hälgnäs (916) – tpl Insjön (70)
- W 909 Stråtenbo (293) – Kavelmora
- W 910 Sandheden (293) – Slånget – Ned Skog
- W 911 Korsgården (293) – Dammen – Nybo
- W 912 Ingarvet (293) – Slätta – Falun (50). Genomfart Falun: Ingarvsvägen – Stångtjärnsvägen
- W 913 Väg till Grycksbo k:a (69)
- W 914 Grycksbo skola (893) – Slogsvedslindan (69)
- W 915 Rexbo (908) – Bengtsgårdarna (929)
- W 916 Hälgnäs (908) – Rönnäs –Romma (929)
- W 917 Ned Heden (70) – Insjöns jvstn
- W 919 Övermo (70) – Moskogen (579) – Åkerö (582, 922, 570) - Leksands Noret (1210, 1217, 920) jämte förbindelseväg 919.01 vid Leksands jvstn (929) – Leksand (Limsjön) (70). Genomfart Leksand: Insjövägen – Leksandsvägen
- W 920 Leksands Noret (919) – Hjortnäs (925) - Tällberg (927.01, 927) – Laknäs – Kullsbjörken (70). Genomfart Leksand: Tällbergsvägen
- W 925 Hjortnäs (920) – Leksboda (70)
- W 926 Bragehall (70) – Tällbergs jvstn (927)
- W 927 Tällberg (920) jämte grenväg 927.01 mot Leksand (920) – Tällbergs jvstn (926) – N Bergsäng (70)
- W 929 Krökbacken (70) – Lima – Leksands Noret (919.01, 1217) – Romma (916) – Hisvåla – Sågmyra – Bengtsgårdarna (915) – Kullgärdet jämte grenväg 929.01 mot Bjursås (80) – Näset (80). Genomfart Leksand: Stationsgatan
- W 931 Krökbacken (70) – Björkbergsvägen (932) – Risa – N Lindberg (933)
- W 932 Väg till Björkberg (931)
- W 933 Sätra (70) – Sjugare (934) – N Lindberg (931) – Bertilsbo (80)
- W 934 Sjugare (933) – N Bergsäng (70)
- W 937 Karlsarvet (938) – Styrsjöbo
- W 938 Åkerö (570) – Karlsarvet (937) – Västanvik – Grytnäs (939) – Fornby (941) – Backbyn (941) – Inänget (940) – Almo (939) – Drötmyra fäb (942) – Limå – Gesunda (943) – Ryssa (944) – S Vika (26, E45)
- W 939 Almo (938) – Alvik – Grytnäs (938)
- W 940 Inänget (938) – Siljansnäs k:a (941)
- W 941 Fornby (938) – Hjulbäck – Siljansnäs k:a (940) – Backbyn (938)
- W 942 Drötmyra fäb (938) – Klockarbergs fäb
- W 943 Gesunda (938) – Sollerö k:a (946) – Häradsarvet
- W 944 Budsel (26, E45) – Ryssa (938)
- W 945 S Vika (26, E45) – Stenis – Rödbergsmyren (26, E45)
- W 946 Sollerö k:a (943) – N Isunda jämte väg 946.01 till Isunda – Vinäs (947)
- W 900 Rödbergsmyren (26, E45) – Vinäs (946) – Mora (26, E45). Genomfart Mora: Rishagsvägen
- W 948 Fu (70) – Nusnäs – Färnäs (951)
- W 950 Vikarbyn (70) – Röjeråsen - Tammeråsen
- W 951 Väg genom Färnäs (70, 948, 70)
- W 952 Vikarbyn (70) jämte väg 952.02 vid Vikarbystrand (70) – Sjurberg – Rättvik (955, 70)
- W 900 Ickholmen (70) – Stumsnäs – Stumsnäs f d jvstn
- W 955 Väg till Rättviks k:a (952)
- W 956 Gärdebyn (80) – Rättvik (70)
- W 957 Rättvik (70) – Sätra (959, 958) – Nittsjö jämte väg 957.01 till Nittsjö keramikfabrik – Vikarbystrand (70)
- W 958 Sätra (957) – Glistjärna
- W 959 Sätra (957) – Backa (960)
- W 960 Rättvik (70, 301) – Backa (959) – Östbjörka. Genomfart Rättvik: Vasagatan – Backavägen
- W 962 Genvägen – Industrivägen i Rättvik (960-301)
- W 963 Väg genom Ovanmyra (301-301)
- W 964 Väg genom Boda kyrkby (301, 301) jämte väg 964.01 till Boda k:a och begravningsplats
- W 900 Dalbyn (301) – Sörboda – Östanvik (967, 296)
- W 966 Dalbyn (301) – Ore k:a – Arvet (301)
- W 967 Väg genom Östanvik (965, 296)
- W 969 Väg till Skattunge k:a (296)
- W 971 Väg genom Arvets by (296-296)
- W 972 Furudal (296, 973) – Furudals bruk – Östanvik (296)
- W 973 Furudal (972) – Furudals industriområde – Näset
- W 975 Skattungbyn (296) – Torsmo
- W 976 Nederberga (296) – Tallhed (E45)
- W 977 Väg till Vattnäs (E45)
- W 980 Mora sjukhus (E45) – Bergkarlås – Maggås – Maggås såg (982) – Torrvåls f d skola (981) – Viborg (983) – N Oljonsbyn (982) – S Slättberg (984, 990) – N Slättberg (985) – Ö Stackmora (991) – Orsbleck (987) – Mickelvål – Kallmora (296)
- W 981 Holen (E45) – Sundbäck (982) – Torrvåls f d skola (980) – Torrvål
- W 982 Maggås såg (980) – Sundbäck (981) – S Oljonsbyn (983) – N Oljonsbyn (980)
- W 983 Viborg (980) - S Oljonsbyn (982) – Stenberg (984) – Trunna (985) – Furuliden (991)
- W 984 Lindänget (E45) – Stenberg (983) – S Slättberg (980)
- W 985 Orsa (E45) – Trunna (983) – Slättberg (990, 990) – N Slättberg (980)
- W 986 Furuliden (991) – Maklingsgärdet (E45) – Born (993)
- W 987 Orsbleck (980) – Kallholn (296)
- W 990 S Slättberg (980) – Slättberg (985, 985) – V Stackmora (991) – Klockarkitt (E45) – Born (993)
- W 991 Furuliden (E45) – Furuliden (983, 986) – V Stackmora (990) – Stackmora (992) – Ö Stackmora (980)
- W 992 Stackmora (991) – Heden (E45)
- W 993Stormyrgatan – Born (983, 990) – Heden (E45)
- W 996 Sandhed (1000) – Hansjö (1003)

## 1000–1099
- W 1000 Björka fäb (70) – V Storbyn (1001) – V Storbyn (1001) – Fryksåsvägen (1002) – Gråsvängen (1003) – (996) – Orsa (993). Genomfart Orsa: Lillågatan – Parkgatan – Kaplansgatan
- W 1001 Frostkitten (70) – V Storbyn (1000) – V Storbyn (1000) – V Storbyn (1000) jämte väg 1001.01 till Våmhus k:a – Heden – Kölbron – Näset (1017) – Rot (1018, 1028)
- W 1002 Väg till Bolet och Fryksås fäb (1000)
- W 1003 Gråsvängen (1000) – Hansjö (996, 1004) – Hansjö (E45)
- W 1004 Hansjö (1003) – Hornberga
- W 1005 Gäsheden (E45) – Djupnäs (1006) – Untorp
- W 1006 Djupnäs (1005) – Näckådalen
- W 1007 Emådalen (E45) – Emåsjön – Kräckelbäcken (1029)
- W 1008 Fryksås fäbodar (1002) – Grönklitt
- W 1012 Mora (26, E45) – Mora (1233) – Selja (1021) – Läde – Gopshus – Oxberg (1025) – Oxberg (1027, 70). Genomfart Mora: Oxbergsleden
- W 1015 Kuntmått (70) – Brunnsberg – Åsen – Färjestad (70)
- W 1016 St Ugsi (1031) – Färjestad (70)
- W 1017 Holen (1018) – Näset (1001)
- W 1018 Storbrott (70) – Holen (1017) – Rot (1001, 1028)
- W 1019 Gryvelheden (70) – Trängslet
- W 1021 Selja (1012) – Östnor – Kråkberg (70)
- W 1022 Garberg (70) – Blyberg – Blybergsvilan (70)
- W 1023 Kåtilla (1024, 1031) – Månsta (1032) – Karlsarvet (70)
- W 1024 Fiskarheden (E16) – Mångsbodarna (1030) - Tennäng (1041) – Evertsberg (1025, 1026) - Långtjärn (1025) – V Myckeläng (1027) - Kåtilla (1023) – Älvdalen (70)
- W 1025 Långtjärn (1024) – Dysbergs kvarn – Evertsberg (1024) – Oxbergssjön – Oxberg (1012)
- W 1026 Väg till Evertsbergs kapell (1024)
- W 1027 Oxberg (1012) – Väsa – V Myckeläng (1024)
- W 1028 Rot Skans (70) – Rot (1001, 1018) – Nässjöån (1029) – Klitten
- W 1029 Nässjöån (1028) – Långö bruk – Jöllen – Kräckelbäcken (1007) – Ulvsjö – Jämtlands läns gräns vid Olingskog (Z 504) (Lillhärdal)
- W 1030 Mångsbodarna (1024) – Migvrå (1031) – Lövnäs (1036, 1033) – V Nornäs (1037)
- W 1031 Migvrå (1030) – St Ugsi (1016) – Rämmasjön – Kåtilla (1023)
- W 1032 Månsta (1023) – Loka (70)
- W 1033 Horrmundsvalla (311) – Horrmund – Vervnäset – Ärnäs – Lövnäs (1030)
- W 1036 Lövnäs (1030) – Grimsåkersbrännan (70)
- W 1037 Sörsjön (311) – V Nornäs (1030) – Ö Nornäs – Hållbovallen (70)
- W 1040 Bu (66) – Lyberget – Venjan (1041) – N Kättbo (26, E45)
- W 1041 Venjan (1040) – Stutt – Tennäng (1024)
- W 1042 Väg till Öje kapell (1043)
- W 1043 Väg genom Öje (E45-1042-E45)
- W 1044 Väg till Risätra skola (66-66)
- W 1045 Ö Ärnäs (66) – V Ärnäs (1049, 1049) – Löten – Vallsjön (1047)
- W 1046 Åkra (1049) – Lima k:a (66)
- W 1047 Torgås (66) – Sörnäs (1049) – Hammarsbyn (1051) – Vallsjön (1045) – Rörbäcksnäs (1048) – N Rörbäcksnäs (1053) – riksgränsen vid Flermoen (-Norge, Östby)
- W 1048 Rörbäcksnäs (1047) – Kroksätra – riksgränsen vid Borrväggen (- Norge, Elverum) (S 235) (- Sysslebäck)
- W 1049 Ö Tandö (66) – V Tandö – V Ärnäs (1045) samt V Ärnäs (1045) – Åkra (1046) – Sörnäs (1047)
- W 1050 Köarån (66) – Sälfjällstorget – Lindvallen (66)
- W 1051 Hammarsbyn (1047) – Transtrands k:a (1051.01) – tpl Sälen (66) – V Sälen – Sälen (311)
  - W 1051.01: Transtrands kyrka (1051) – Transtrand (Rv66)
- W 1052 Grundforsen (66) - Granfjällsstöten
- W 1053 N Rörbäcksnäs (1047) – Närsjön (66)
- W 1054 Fulunäs (311) – Ersbo – Grundforsen (66)
- W 1055 Väg till Särna vårdcentral (70)
- W 1056 Särna (70) – Mörkret (1067) – riksgränsen vid Gördalen (- Norge, Ljördalen)
- W 1057 Idre (70, 1058) – Foskros – Jämtlands läns gräns vid Näskilsvålen (Z 501) ( - Sörvattnet)
- W 1058 Idre (70) – Sågliden – Öv Storsätern (1059) – Grövelsjön jämte väg 1058.01 till Fjällstation i Grövelsjön
- W 1059 Öv Storsätern (1058) – riksgränsen vid Valdal (- Norge, Elgå)
- W 1060 Lillfjäten (311) – Storfjäten
- W 1061 Särna (70) – Östomsjön (1062) – Kryptjärn – Jämtlands läns gräns vid Haftorsbygget (Z 573) (- Lillhärdal)
- W 1062 Östomsjön (1061) – Nordomsjön
- W 1063 Idre (70) – Nipfjället
- W 1064 Flickerbäcken (70) – Drevdagen (begravningsplats)
- W 1065 Väg till skoterterminal i Drevdagen (-1064)
- W 1066 Väg till skoterterminal i Grövelsjön (-1058)
- W 1067 Mörkret (1056) – Njupeskär